# Gerhard Croll
Gerhard Croll (* 25. Mai 1927 in Düsseldorf; † 26. Oktober 2019 in Salzburg) war ein deutsch-österreichischer Musikwissenschaftler.

## Leben
Croll studierte Kapellmeister am Konservatorium in Düsseldorf und Musikwissenschaften bei Rudolf Gerber an der Universität Münster. Er wurde 1954 mit seiner Arbeit zum Thema Das Motettenwerk Gaspars van Weerbeke promoviert. 1961 habilitierte er sich mit der Studie über die Opern von Agostino Steffani.
Von 1966 bis 1993 war er Professor und Gründungsordinarius für Musikwissenschaften an der Universität Salzburg. Er war Mitgründer des musikwissenschaftlichen Instituts (Salzburger Musikgeschichte, Tanz- und Musiktheater und Bernhard-Paumgartner-Archiv). Seit 1955 war er Mitarbeiter der Neuen Mozart-Ausgabe. Von 1960 bis 1990 war er Leiter der Gluck-Gesamtausgabe. 1986 gründete er die Internationale Gluck-Gesellschaft. Er war Mitglied des Zentralinstitutes für Mozart-Forschung in Salzburg. Außerdem war er Ehrenmitglied der Internationalen Stiftung Mozarteum.
Als Musikwissenschaftler mit praktischer Ausbildung verband er stets Wissenschaft und Praxis. Mit Bernhard Paumgartner kam es zu einer viel beachteten Aufführung einer frühen Oper von Emilio de’ Cavalieri im Rahmen der Salzburger Festspiele. Er gründete die Editionsreihe „Denkmäler der Musik in Salzburg“ und initiierte die Einspielung mehrerer Schallplatten mit Musik aus Salzburger Archiven. Seine Forschungen zur Salzburger Musikgeschichte und deren lebendige Pflege galten neben Wolfgang Amadeus Mozart auch Johann Michael Haydn, Heinrich Ignaz Franz Biber, Georg Muffat u. a. Er regte die Restaurierung wertvoller heimischer Instrumente (Salzburger Claviorganum, Haydn-Flügel) an und trug maßgeblich zur Wiederherstellung der Orgeln auf den Vierungsemporen im Salzburger Dom bei. Durch sein persönliches Engagement konnte er eine Reihe bedeutender Sammlungen und Nachlässe (Rudolf Gerber, Bernhard Paumgartner, Friderica Derra de Moroda) für das Institut gewinnen. Durch die Übernahme der Derra de Moroda Dance Archives wurde ein international bedeutender Grundstein für die Tanzwissenschaft gelegt.
Im Mittelpunkt seiner wissenschaftlichen Arbeit standen Leben und Werk von Christoph Willibald Gluck. Von 1960 bis 1990 als Editionsleiter der Gesamtausgabe und später als Leiter der Salzburger Gluck-Forschungsstelle setzte er durch zahlreiche Publikationen und Noteneditionen neue Akzente in der Gluck-Forschung und erwarb sich als Mitbegründer der Gluck-Festspiele in der Heimatregion des Komponisten große Verdienste um die Pflege des Gluck‘schen Œuvres.
Der enge Bezug zur musikalischen Praxis spiegelte sich auch in der Lehrtätigkeit und seinen lebenslangen Kontakten zu großen Musikerpersönlichkeiten wider. Mit Musikern und Dirigenten wie René Jacobs, Alan Curtis oder Diego Fasolis fand ein intensiver fachlicher Austausch statt, aufgeschlossene Interpreten wie Nikolaus Harnoncourt konnten für Vorlesungen zur Aufführungspraxis gewonnen werden. Das langjährig von Croll geleitete „Collegium musicum“ am Institut für Musikwissenschaft bot den Studierenden die Möglichkeit, den Gegenstand ihres Fachs durch eigenes Musizieren zu erkunden.
Gerhard Croll förderte und begleitete die Gründung eines Ensembles für historischen Tanz am Institut für Musikwissenschaft in Salzburg, welches sich unter der langjährigen Leitung von Sibylle Dahms der praktischen Umsetzung von Tanzquellen widmete. Damit konnte insbesondere die Beziehung von Musik und Tanz vom späten 16. Jahrhundert bis ins 19. Jahrhundert erforscht und in die Praxis umgesetzt werden.

## Preise
- 1968: Mozartmedaille durch die Mozartgemeinde Wien[2]
- 2017: Bürgermedaille der Stadt Berching